# Henryk Jabłoński
Henryk Jan Jabłoński (polskt uttal: [ˈxɛnrɨk jaˈbwɔɲskʲi], född 27 december 1909 i Stary Waliszew utanför Łowicz, död 27 januari 2003 i Warszawa, var en polsk kommunistisk politiker och historiker. Han var ordförande i Polska statsrådet 1972–1985 och därmed i praktiken landets statschef.

## Utmärkelser
- Tredje graden av  Grunwaldskorsets orden,  1946
- For services to the city of Gdańsk,  1960
- Orden Byggare av Folkets Polen,  1964
- Jubileumsmedalj ”20-årsdagen för segern i det Stora Fäderneslandkriget 1941-1945”,  1965
- Medalj för polska staten 1000 år,  1966
- Storkors av Polonia Restituta,  1974
- Jubileumsmedalj ”30-årsdagen för segern i det Stora Fäderneslandkriget 1941-1945”,  1975
- Storkors av Hederslegionen,  1975
- Österrikiska republikens förtjänstorden i guld,  1975
- Storkedja av Henrik Sjöfararens orden,  1976[6]
- Storkors av Leopoldorden,  1977
- Jubileumsmedalj "60 år för Sovjetunionens väpnade styrkor",  1978
- Hedersmärke-orden,  1979
- Odznaka tytułu honorowego „Zasłużony Nauczyciel PRL”,  1979
- "Participation in the defensive war of 1939" Medal,  1981
- Jubileumsmedalj ”40-årsdagen av segern i det Stora Fäderneslandkriget 1941-1945”,  1985
- Jubileumsmedalj "70 år för Sovjetunionens väpnade styrkor",  1988
- Krzyż Czynu Bojowego Polskich Sił Zbrojnych na Zachodzie,  1989
- Officer av Polonia Restituta
- Vita lejonets orden
- Arbetets baners order, första graden
- Hedersmärke "Förtjänst mot Warszawa"
- Umayyadorden
- Medaljen for fortjenester av landets forsvar
- Tvåflodsorden
- José Martí-orden
- Georgi Dimitrov-orden
- Oktoberrevolutionsorden
- Folkens vänskapsorden
- Medalj för 10-årsjubileet av folkets Polen
- Nationella utbildningskommissionens medalj
- Süchbaatarorden
- Guldmedaljen av Orden för nationellt försvar
- Medalj för 40-årsjubileet av folkets Polen
- Medalj för 30-årsjubileet av folkets Polen
- Folkrepubliken Ungerns flaggorden
- Österrikiska republikens förtjänstorden
- Mexikanska Aztekiska Örnorden

[Redigera Wikidata]